# Fuji (Schiff, 1897)
Die Fuji (japanisch 富士) war das Typschiff der aus zwei Schiffen bestehenden Fuji-Klasse und das erste Linienschiff der Kaiserlich Japanischen Marine und eines der sechs Linienschiffe des Bauprogramms von 1894 zur Schaffung einer modernen Flotte. Benannt nach Japans berühmtestem Berg, dem Fuji bildete die Fuji mit dem Schwesterschiff Yashima und den ähnlichen Linienschiffen Shikishima, Hatsuse, Asahi und Mikasa den Kern der japanischen Flotte im  Russisch-Japanischen Krieg von 1904 bis 1905.

## Geschichte
Zum Ende des 19. Jahrhunderts basierte die Strategie der Kaiserlich Japanischen Marine auf den Grundsätzen der französischen Jeune École, die insbesondere vom Franzosen Emile Bertin formuliert und vertreten wurde. Nicht alle Führer der japanischen Marine waren von dieser Theorie überzeugt, aber es gab eine erhebliche Furcht in Japan seit der Beschaffung von europäischen Schlachtschiffen durch die chinesische Qing-Dynastie für ihre nördliche Flotte Anfang der 1880er Jahre. Da Japan nicht die Fähigkeit hatte, derartige Schiffe selbst zu bauen, bestellte die japanische Marine zwei moderne Linienschiffe in Großbritannien.
Die japanische Regierung hatte Schwierigkeiten, die dafür notwendigen Mittel zu beschaffen. Der erste Versuch des japanischen Ministerpräsidenten Matsukata Masayoshi scheiterte 1891. Matsukata verfolgte die Idee weiter und löste nach einer erneuten Niederlage sein Kabinett auf. Sein Nachfolger, Ministerpräsident Itō Hirobumi, versuchte 1892 erneut die notwendigen Mittel zu erhalten, scheiterte aber gleichfalls. Dies führte zu einem ungewöhnlichen Eingriff des Kaisers Meiji in einer Erklärung vom 10. Februar 1893, in welcher der Kaiser die Finanzierung der beiden Linienschiffe aus seinen Mitteln durch Reduzierung der Ausgaben für den kaiserlichen Haushalt anbot und gleichzeitig anregte, dass alle Beschäftigten der Regierung einer Reduzierung ihrer Gehälter um zehn Prozent zustimmen sollten. Kurz nach dieser Erklärung bewilligte das Parlament die notwendigen Mittel.
Nach dem Ende des ersten Japanisch-Chinesischen Krieges (1894–1895) und der von Russland erzwungenen Rückgabe der Liaodong-Halbinsel an China begann Japan zur Vorbereitung eventueller weiterer Konflikte mit dem Aufbau einer schlagkräftigen Armee. Dazu verkündete Japan einen Zehn-Jahres-Plan zum Aufbau seiner Seestreitkräfte. Kern des Plans war der Bau von sechs Schlachtschiffen und sechs Panzerkreuzern. Alle sechs Linienschiffe wurden in Großbritannien bestellt. Die beiden Schiffe der Fuji-Klasse wurden die ersten Schiffe dieses Bauprogramms.

## Entwurf

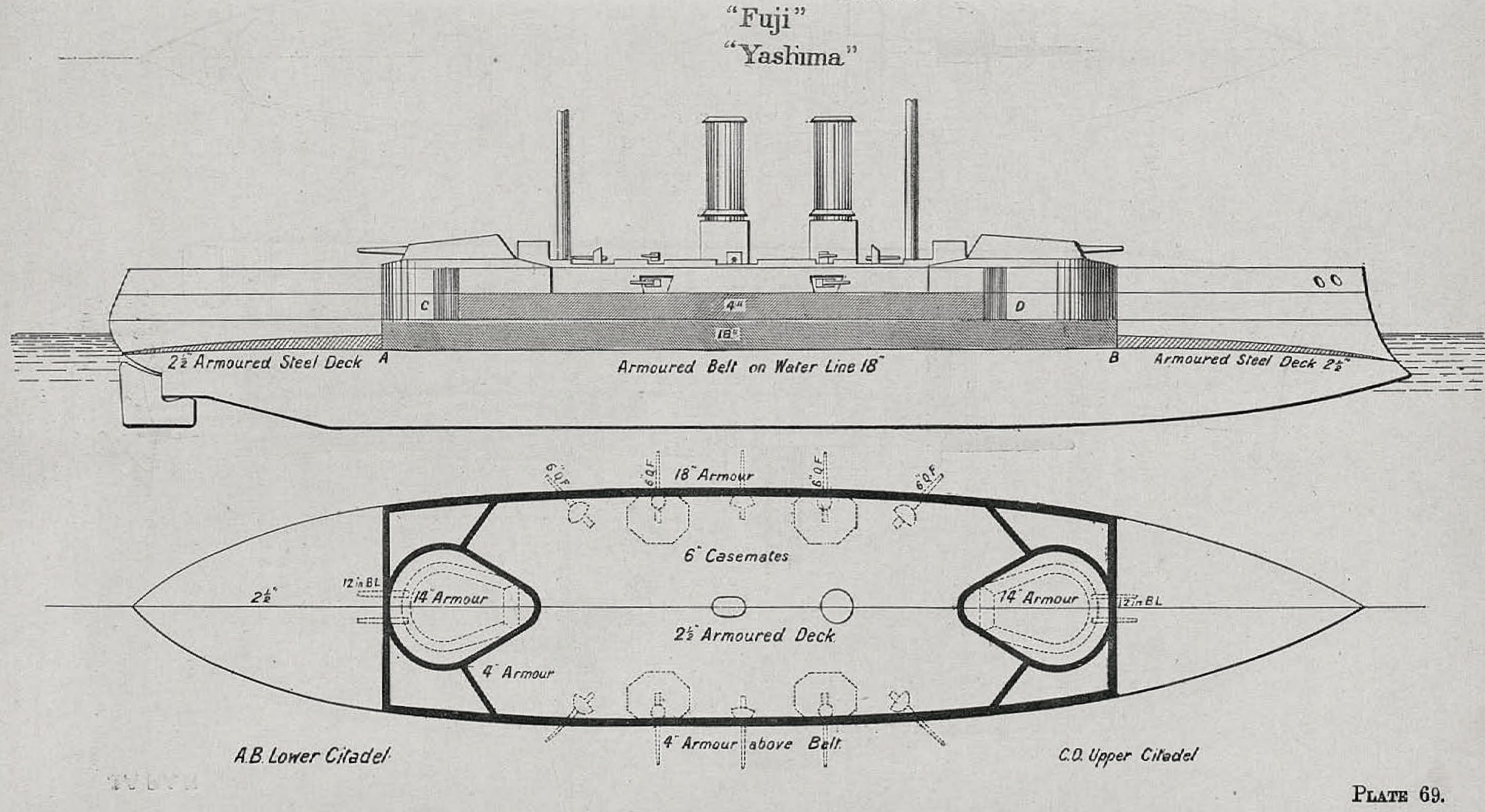
Riss der Fuji aus Brassey’s Naval Annual 1896

Der Entwurf der Fuji-Klasse war eine Weiterentwicklung der Royal-Sovereign-Klasse der britischen Royal Navy. Die Schiffe der Royal-Sovereign-Klasse galten als die modernsten, größten und schnellsten Linienschiffe ihrer Zeit und waren von William White entworfen worden. Gegenüber dem Grundentwurf waren die Schiffe die Fuji und ihr Schwesterschiff in etlichen Details verbessert. Insbesondere waren sie mit ihrer Geschwindigkeit von 18,25 Knoten schneller als der Royal-Sovereign-Entwurf mit 17 kn.

### Bewaffnung

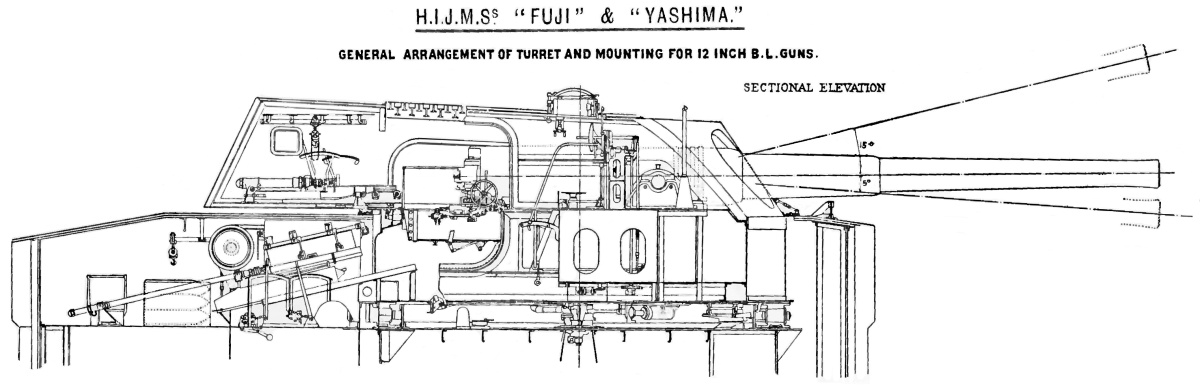
30,5-cm-Geschützturm

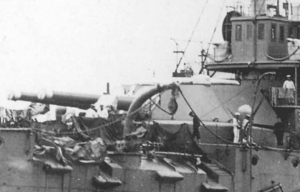
Vorderer Turm der Fuji

Als Hauptbewaffnung wurde die Fuji-Klasse mit neuen, von der Elswick Ordnance Company hergestellten 30,5-cm-L/40-Kanonen Type 41 fertiggestellt, die zwar für die Royal Sovereign entwickelt worden waren, aber erst ab 1898 in der Formidable-Klasse als „12-inch Mark IX“ zum Einbau kamen. Sie waren in zwei Doppeltürmen vorn und hinten aufgestellt. Japan kaufte insgesamt 44 Geschütze, die in den sechs ersten Linienschiffen von der Fuji bis zur Mikasa zum Einbau kamen. Sie konnten ihre 390 kg schweren Geschosse bis zu 14.000 m weit verschießen. Es standen verschiedene Sprengköpfe zur Verfügung. Dieser Geschütztyp wurde in Japan später eigenständig weiterentwickelt.
Die Mittelartillerie bestand aus zehn 15,2-cm-L/40-Schnellfeuergeschützen vom Type 41 die weit auseinander in geschlossenen Kasematten aufgestellt waren, damit ein einzelner Treffer nicht zum Ausfall mehrerer Geschütze führen konnte. Sie entsprachen dem seit 1892 in der Royal Navy eingesetzten, von Armstrong entwickelten Typ und wurden bald in Japan in Lizenz hergestellt. Die Reichweite der 45-kg-Geschosse betrug etwas über 9000 m.
Dazu kamen noch sechzehn 7,6-cm-L/40-Geschütze, die üblicherweise in Großbritannien als „Zwölfpfünder“ bezeichnet wurden, zur Torpedobootsabwehr, wie sie auf allen britischen Schiffen seit 1894 zum Einsatz kamen. Auch diese von Armstrong entwickelten Geschütze wurden dann in Japan in Lizenz hergestellt und weiterentwickelt.
Dazu kamen noch vier sogenannte Dreipfünder vom Typ Hotchkiss 4,7 cm, die schon in Elswick in Lizenz hergestellt wurden. Von den fünf Torpedorohren lagen vier unter Wasser. Sie verwendeten die neuesten Torpedos vom Typ Whitehead.

### Panzerung
Die Fuji und ihre Schwester waren mit Harveystahl stark gepanzert. Der Panzergürtel war 2,6 m hoch und bis 50 cm stark, wobei die Stärke an den Enden vor den Barbetten noch etwa 35 cm betrug. Über dem Hauptgürtel befand sich noch eine etwa 10 cm starke Panzerung.
Die Panzerung wurde durch etwa 3 m breite Kohlenbunker verstärkt, die auch durch ihre Unterteilung zusätzlichen Schutz nach einem Treffer boten. Das Deck hatte eine Stärke von 6,5 bis 7,6 cm. Die nur schwach gepanzerten Enden sollten im Trefferfall notfalls geflutet werden.

## Einsatzgeschichte
Die Fuji und ihr Schwesterschiff Yashima waren die ersten großen Neubauten für Japan. Die Fuji wurde bei der Thames Iron Works, London, 1894 bestellt. Die Arbeit der Werft wurde von einem Team von über 240 japanischen Ingenieuren und Marineoffizieren überwacht, unter denen sich die künftigen Ministerpräsidenten Saitō Makoto (als Hauptmann) und Katō Tomosaburō (als Leutnant) befanden.
Nach ihrer Fertigstellung nahm die Fuji noch an der Flottenparade zum 60. Kronjubiläum der Königin Victoria teil, bevor sie über den Sueskanal nach Japan auslief. Die Fuji erreichte Yokosuka am 31. Oktober 1897. Sie war zu dieser Zeit das mit Abstand größte Schiff der japanischen Flotte, die zuvor als größtes Schiff über das alte, ehemals chinesische Schlachtschiff Chin’en  verfügte. Während Testfahrten vor Kōbe inspizierte der Tennō Meiji am 19. November 1898 das Schiff.
Der Russisch-Japanische Krieg begann mit Präventivschlägen der Kaiserlich Japanischen Marine gegen das Pazifische Geschwader Russland in Port Arthur und Chemulpo. Admiral Togos Plan für die Vereinigte Flotte richtete sich gegen Port Arthur mit der 1. Division, der neben dem Flaggschiff Mikasa mit der Hatsuse, der Shikishima, der Asahi, der Fuji und der Yashima alle sechs Linienschiffe des Neubauprogramms angehörten, und der 2. Division, die aus den Panzerkreuzern Iwate, Azuma, Izumo, Yakumo und Tokiwa bestand. Diese Hauptkampfschiffe wurden durch die Kreuzer Kasagi, Chitose, Takasago und Yoshino und 15 Zerstörer sowie etwa 20 kleinere Torpedoboote unterstützt.
In der Nacht zum 9. Februar 1904 griffen zehn Zerstörer Port Arthur an. Die zuerst eintreffenden vier Zerstörer trafen die Pallada mittschiffs, die Feuer fing, und die Retwisan im Vorschiff. Insgesamt wurden 16 Torpedos verschossen, aber nur noch ein weiterer Treffer erzielt, der allerdings das kampfstarke Linienschiff Zessarewitsch außer Gefecht setzte. Die beiden besten Linienschiffe und der Geschützte Kreuzer Pallada fielen für Wochen aus. Am Morgen klärten die vier Kreuzer unter Vizeadmiral Dewa Shigetō den russischen Stützpunkt auf, und Dewa empfahl einen Artillerieangriff, da er die Russen für desorganisiert hielt. Die Japaner konzentrierten das Feuer ihrer schweren Artillerie auf die Küstenbatterien. Die Mittelartillerie der Linienschiffe und die Panzerkreuzer beschossen das russische Geschwader und beschädigten die Linienschiffe Petropawlowsk, Poltawa und nur leicht die Pobeda und die Sewastopol. Schwerer getroffen wurden auch der Panzerkreuzer Bajan und die Nowik, die Diana und die Askold.
Die getroffenen japanischen Schiffe Mikasa, Fuji, Hatsuse, Shikishima, Adzuma, Iwate, Yakumo und Takasago hatten 53 Personalausfälle, während die Russen 128 Ausfälle hatten, davon 22 Tote. Tojo brach das Gefecht ab, da er die Russen organisiert vorfand. Die Fuji wurde zweimal getroffen.
Am 22. März erneut zu Beschießung des Hafens eingesetzt, wurde die Fuji so schwer getroffen, dass eine umfassende Reparatur in Japan nötig wurde. Zur Seeschlacht im Gelben Meer am 10. August 1904 war die Fuji wieder einsatzbereit. Sie beschoss Pobeda und Pereswet, die viele Treffer erhielten, und erlitt selbst, als einziges der eingesetzten japanischen Linienschiffe, keinen schweren Treffer.
In der Seeschlacht bei Tsushima am 27. Mai 1905 erlitt die Fuji elf Treffer, erzielte aber ihrerseits die entscheidenden Treffer auf dem russischen Linienschiff Borodino, dessen Explosion und Untergang nur einer der 830 Mann an Bord überlebte.

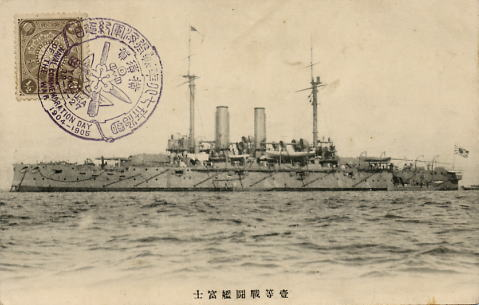
Die Fuji

Nach dem Russisch-Japanischen Krieg wurde die Fuji überholt. Ihre Kampfstände auf den Masten wurden entfernt und neue, modernere Kessel eingebaut. Sie gehörte zu den japanischen Kriegsschiffen, welche die US-amerikanische Great White Fleet in den japanischen Gewässern begleitete. 1910 wurden die alten, in Großbritannien hergestellten schweren Geschütze durch japanische Geschütze ersetzt. Sie wurde zu einem Küstenverteidigungsschiff 1. Klasse umklassifiziert. Durch die neuen Großkampfschiffe nach dem Muster der Dreadnought war die Fuji veraltet und wurde Schulschiff mit einer Höchstgeschwindigkeit von nur noch 11 kn für Kanoniere und Matrosen.
Dies änderte sich auch nicht durch den Ersten Weltkrieg. Die Fuji blieb während des Krieges in Kure als Übungsschiff.
1922 wurde die Fuji abgerüstet und unter den Bedingungen des Washingtoner Flottenabkommens außer Dienst gestellt. Als Wohnschiff blieb sie erhalten, allerdings ohne Schiffsschrauben, Haupttürme und alle Geschütze. Es wurden auf dem Schiff große Deckshäuser aus Holz und Trainingsplattformen installiert. So blieb sie über 20 Jahre im Trainingszentrum Yokosuka erhalten. 1944 wurde der Rest des alten Schiffes als Test- und Entwicklungszentrum für die Entwicklung neuer Tarnmuster mit Modellen der japanischen Flugzeugträger genutzt, die etwa einen Meter lang waren. Sie litt auch unter den amerikanischen Luftangriffen, überstand aber den Krieg schwimmend und wurde erst 1948 von der Uraga Dock abgebrochen.